# Tunceli
Tunceli er en by i det østlige Tyrkiet – også kendt som Dersim. Den er også hovedstad i provinsen Tunceli. Provinsen består af 8 subprovinser, med i alt 382 tilhørende landsbyer og 10 bydistrikter (hvoraf det ene er byen Tunceli). Hele Tunceli-provinsens areal omfatter 7.774 km².
Som følge af Dersim-massakren, forfølgelse og migration har provinsen i dag kun et indbyggertal på 83.061 (2009), mens Tunceli by har omkring 35.161(2021) indbyggere.
Tunceli er den eneste provins i Tyrkiet med et klart flertal af alivitter (ca. 90%) og betragtes som hjerteområdet for alevitterne i Tyrkiet. Befolkningen er traditionelt karakteriseret ved deres bemærkelsesværdig høje læseprocent, som oprindeligt omtales som den højeste i hele Tyrkiet. Senere udtalelser har dog peget på at provinsen i øjeblikket ligger på en andenplads i Tyrkiet.

## Historie
Dersim, som provinsen dengang hed, blev omdøbt til Tunceli ved en lov (Tunceli Kanunu) i 1935.

## Demografi
Tunceli har oprindeligt været beboet af alevitter af forskellig etnisk herkomst (zaza, kurdisk og tyrkisk) samt kristne armeniere. Armenierne levede i området frem til 1915-16, men et meget lille mindretal findes stadig i Tunceli. Nogle af disse er dog blevet alevificeret.
Langt størstedelen af Tuncelis indbyggere er som før nævnt alevitter. Cirka 9-10% af Tuncelis indbyggere er sunniter (primært etniske tyrkere, men også kurdere), som hovedsageligt findes i den syd- og sydvestlige del af provinsen. Disse siges at være flyttet dertil i osmannernes forsøg på at opnå kontrol over området.
Etnisk set er flertallet af befolkningen zazaere, mens et stort mindretal af kurdere lever i det sydlige Tunceli og en mindre befolkning af tyrkere findes i det sydvestlige Tunceli.
Ifølge statistikken for 2009, er det kun 62.677 ud af de 83.061, der også oprindeligt er fra Tunceli. Befolkningstallet menes dog reelt at være meget mindre, da det ikke er alle borgere som opholder sig i Tunceli hele året rundt. De resterende indbyggere er primært soldater og politifolk, som er blevet udstationeret i området og menes i dag at udgøre ca. 25.000. Dette betyder, at der for hver kvadratkilometer i Tunceli er ca. 3.000 sikkerhedsstyrker. Tunceli har siden 1986 været en heftig slagmark mellem tyrkiske sikkerhedsstyrker og diverse oprørsbevægelser. Som en del af denne konflikt havde staten i alt tømt 800 ud af i alt 1.045 små landsbyer (mezra) og reduceret antallet af større landsbyer (köy) fra 420 til 378, hvor af 287 var blevet tømt (pr. 1997). Ud af i alt 1.465 (1.045 + 420) landsbyer, er det kun 350-400, som stadig er beboet. Det vil sige at 72-76% af Tuncelis landsbyer er blevet rømmet eller nedbrændt. Mens der kun er 78 skoler, 21 lægehuse, to statshospitaler, et ambulatorium og 13 apoteker, findes der omkring 150 militærstationer i Tunceli.
I hele Tyrkiet findes der ifølge registeret 243.979 mennesker (pr. 2009), som kommer fra Tunceli. Men hertil kommer de borgere, som har skiftet deres tilknytningssted til andre provinser på grund af migration og flugt. Bare i perioden 2007-2008 er i alt 6.068 mennesker flyttet fra Tunceli til andre provinser i Tyrkiet, mens 6.205 mennesker er flyttet i perioden 2008-2009. Uden for Tyrkiet (primært i Europa) skønnes det henholdsvis, at der findes 100.000, 200.000 og 250.000-300.000 mennesker fra Tunceli.
Følgende er en tabel over befolkningsudviklingen i Tunceli:
| År    | Provins | Årlig tilvækst (%) Provins | By     | Årlig tilvækst (%) By |
| 11927 | ?       | ?                          | ?      | ?                     |
| ²1935 | 93.117  | -                          | -      | -                     |
| 1940  | 81.266  | -2,69                      | 837    | -                     |
| 1945  | 90.446  | 2,16                       | 762    | -1,86                 |
| 1950  | 105.759 | 3,18                       | 1.883  | 19,83                 |
| 1955  | 121.743 | 2,85                       | 2.360  | 4,62                  |
| 1960  | 140.068 | 2,84                       | 3.818  | 10,1                  |
| 1965  | 154.175 | 1,94                       | 5.825  | 8,82                  |
| 1970  | 157.293 | 0,40                       | 9.366  | 9,96                  |
| 1975  | 164.591 | 0,91                       | -      | -                     |
| 1980  | 157.974 | -0,82                      | 12.859 | 3,22                  |
| 1985  | 151.906 | -0,78                      | 18.471 | 7,51                  |
| 1990  | 133.143 | -2,60                      | 24.513 | 5,82                  |
| 1997  | 86.268  | -6,01                      | -      | -                     |
| 2000  | 93.584  | 2,75                       | 25.041 | 0,21                  |
| 2005  | 79.175  | -3,29                      | -      | -                     |
| 2006  | 76.401  | -3,50                      | -      | -                     |
| 32007 | 84.022  | 9,98                       | 27.091 | 1,13                  |
| 2008  | 86.449  | 2,89                       | 28.586 | 5,52                  |
| 2009  | 83.061  | -3,92                      | 31.599 | 10,54                 |

1Officielle befolkningstal for 1927 er i første omgang ikke blevet oplyst i mange statslige kilder. Disse tal er først senere blevet "offentliggjort" i forskellige, kontroversielle størrelser. Dette skyldes statens manglende kontrol over det daværende Dersim indtil 1937-38, hvor man først fik kontrol efter Dersim-massakren. Befolkningstallene for årene indtil 1937-38 bør derfor aflæses kritisk.
Officielle udgivelser vedrørende befolkningstal fra før 1938 har angivet forskellige/modsigende størrelser. Eksempelvis har statslige kilder oplyst tal på henholdsvis 101.099 og 107.732 for 1935. Ifølge ikke-statslige kilder, var Dersims indbyggertal langt højere i disse perioder. En armensk kilde oplyser Dersims indbyggertal til at være 289.468 i mellem 1909 og 1914. Andre kilder angiver størrelser på henholdsvis 60-70.000 for 1930, 71.500 for 1929, 150.000 for 1931 og 270.000 for 1927.
²Befolkningstal for subprovinserne Merkez og Pülümür indgår angiveligt ikke i dette tal.
3I 2007 gik man i Tyrkiet over til at benytte et nyt adresse-baseret system, som er en form for folkeregister, der tager udgangspunkt i befolkningens registrerede adresser. Den store stigning i befolkningstallet fra 2006 til 2007 lader til at skyldes de mange soldater, som opholder sig i provinsen, som formentligt også tages med i de nye optællinger.

### Graf over udvikling (officielle tal)
Den følgende graf viser udviklingen af befolkningstallet i Tunceli fra 1935 til 2008 baseret på statens officielle tal.

### Graf over udvikling (rekonstruerede tal)
Den næste graf er lavet ud fra rekonstruerede tal. De rekonstruerede tal er et forsøg på at genskabe fejloplyste tal, samt fremhæve forskellige episoder i udviklingen. For det første er befolkningstallet fra 1935 som før nævnt mangelfuldt, da to subprovinser ikke er medtaget i størrelsen. Disse to subprovinsers indbyggertal for det følgende optællingsår (1940) var tilsammen 18.531. Men her skal det bemærkes, at de 18.531 er et tal fra perioden efter Dersim-massakren i 1937-38. De korrekte tal for årene op til massakren har højest sandsynligt været større. Ved beregningen er det blevet antaget, at Tuncelis befolkningstilvækst har været på 3 % fra 1935 til 1937. Derfor er befolkningstallet fra 1935 blevet tillagt 18.000 (18.531 / 1,03), hvorved 111.117 fås, mens det for 1937 beregnes til 117.884. Herefter regnes baglæns med 3% fra befolkningstallet fra 1940, hvorved et indbyggertal på 76.601 fås for 1938. Herudfra opstår en reduktion af befolkningstallet på 35,02% i årene 1937-38 svarende til 41.283.
For 1994 er samme procedure blevet anvendt, da staten i dette år nedbrændte og evakuerede en masse landsbyer i området. I dette tilfælde er en befolkningstilvækst på -1% blevet antaget for perioden 1991-93 og -3% for perioden 1994-1997.
De tal, der i det følgende er markeret rødt, er fremkommet på baggrund af rekonstruktionen.
REKONSTRUEREDE TAL
| År   | Provins | Årlig tilvækst (%) Provins |
| 1927 | ?       | ?                          |
| 1935 | 111.117 | -                          |
| 1936 | 114.451 | 3,00                       |
| 1937 | 117.884 | 3,00                       |
| 1938 | 76.601  | -35,02                     |
| 1939 | 78.899  | 3,00                       |
| 1940 | 81.266  | 3,00                       |
| 1945 | 90.446  | 2,16                       |
| 1950 | 105.759 | 3,18                       |
| 1955 | 121.743 | 2,85                       |
| 1960 | 140.068 | 2,84                       |
| 1965 | 154.175 | 1,94                       |
| 1970 | 157.293 | 0,40                       |
| 1975 | 164.591 | 0,91                       |
| 1980 | 157.974 | -0,82                      |
| 1985 | 151.906 | -0,78                      |
| 1990 | 133.143 | -2,60                      |
| 1991 | 131.812 | -1,00                      |
| 1992 | 130.493 | -1,00                      |
| 1993 | 129.189 | -1,00                      |
| 1994 | 94.522  | -26,83                     |
| 1995 | 91.687  | -3,00                      |
| 1996 | 88.936  | -3,00                      |
| 1997 | 86.268  | -3,00                      |
| 2000 | 93.584  | 2,75                       |
| 2005 | 79.175  | -3,29                      |
| 2006 | 76.401  | -3,50                      |
| 2007 | 84.022  | 9,98                       |
| 2008 | 86.449  | 2,89                       |

## Fodnoter
1. ↑  LPGHABER (29. maj 2009). "5 Milyon Kişi Okur Yazar Değil". LPGHABER.{{cite news}}:  CS1-vedligeholdelse: url-status (link)
2. ↑  tümgazeteler (10. juli 2006). "Okuma oranı en yüksek 2. il Tunceli". Türkiye Gazetesi.
3. ↑  Rüştü Demirkaya (17. marts 2008). "Sivil bir Tunceli'den "askeri kışlaya" doğru". tümgazeteler.
4. ↑  Bade Gürleyen (24. august 2006). "Umudun Türküsü!". Tempo Dergisi, Istanbul. Arkiveret fra originalen 13. juni 2010. Hentet 26. december 2009.
5. ↑  Hüseyin Aygün (18. juni 2007). "2. Avrupa Dersim Festivali Frankfurttaydı". BİA Haber Merkezi.
6. ↑  Fatih Çimen (juni 2008). "Duisburg Dersim Kültür Festivaline binler akın etti". Milliyet. Arkiveret fra originalen 13. juni 2010. Hentet 26. december 2009.
7. ↑  Ragıp Duran (6. december 2006). "Dersim'de '38 Hayaleti". BİA Haber Merkezi. Arkiveret fra originalen 13. juni 2010. Hentet 26. december 2009.
8. ↑  Seyfi Cengiz (28. august 2007). "Tanzimat'tan 38'e ve 38'den günümüze Dersim". Desmala Sure. Arkiveret fra originalen 8. december 2009. Hentet 25. december 2009.